# Calino veut être cow-boy

Calino veut être cow-boy est un western camarguais français réalisé par Jean Durand et sorti en 1911.

## Synopsis
Au Far-west, Calino se renseigne dans un saloon pour apprendre à lancer le lasso. Après quelques tentatives sur des vaches, le résultat est désastreux.

## Fiche technique
Source IMDb
- Titre : Calino veut être cow-boy
- Titre de travail : Calino cow-boy[3]
- Réalisation : Jean Durand
- Scénario Joë Hamman
- Production : Gaumont
- Édition : CCL
- Pays de production : France
- Durée : 6 minutes (version en DVD)
- Métrage : 140 mètres[3]
- Format : noir et blanc - 35 mm - 1,33:1 -muet - procédé cinématographique : sphérique
- Date de sortie : France : 1911

## Distribution
Source IMDb
- Clément Mégé : Calino, l'apprenti cow-boy
- Joë Hamman: Le cow-boy, professeur de lasso
- Ernest Bourbon: Le danseur country
- Édouard Grisollet: Un cow-boy au saloon
- Berthe Dagmar: Une joueuse de guitare
- Marie Dorly: Une femme dans le saloon
- Lucien Bataille : Un cow-boy joueur de guitare
- Jacques Beauvais : Un cow-boy
- Gaston Modot n'apparait pas clairement dans la version DVD